# Khủng bố cộng sản
Khủng bố cộng sản là chủ nghĩa khủng bố do các cá nhân hoặc nhóm người theo chủ nghĩa cộng sản và các hệ tư tưởng liên quan đến chủ nghĩa này thực hiện, chẳng hạn như Chủ nghĩa Marx-Lenin, Chủ nghĩa Mao và Chủ nghĩa Trotsky. Trong lịch sử, khủng bố cộng sản đôi khi có hình thức là chủ nghĩa khủng bố do nhà nước bảo trợ, được các quốc gia cộng sản như Liên Xô, Trung Quốc, Bắc Triều Tiên và Kampuchea Dân chủ ủng hộ. Ngoài ra, các tác nhân phi nhà nước như Red Brigades, Front Line và Red Army Faction cũng có các hoạt động khủng bố cộng sản. Các nhóm này hy vọng sẽ truyền cảm hứng cho quần chúng nổi dậy và bắt đầu một cuộc cách mạng để lật đổ các hệ thống chính trị và kinh tế hiện tại. Hình thức khủng bố này đôi khi có thể được gọi là chủ nghĩa khủng bố đỏ hoặc chủ nghĩa khủng bố cánh tả.
Sự kết thúc của Chiến tranh Lạnh và sự giải thể của Liên Xô được cho là đã dẫn đến sự suy giảm đáng kể của hình thức khủng bố này.

## Lịch sử
Vào những năm 1930, thuật ngữ "khủng bố cộng sản" đã được Đảng Đức Quốc xã sử dụng như một phần của chiến dịch tuyên truyền nhằm gieo rắc nỗi sợ hãi về chủ nghĩa cộng sản. Đức Quốc xã đổ lỗi cho khủng bố cộng sản về vụ hỏa hoạn ở Reichstag, mà họ dùng làm cái cớ để thúc đẩy thông qua luật tước bỏ quyền tự do cá nhân của công dân Đức. Vào những năm 1940 và 1950, nhiều quốc gia Đông Nam Á, như Philippines và Việt Nam, đã chứng kiến sự trỗi dậy của các nhóm cộng sản tham gia vào chủ nghĩa khủng bố. John Slocum tuyên bố rằng những người cộng sản ở Malaysia ngày nay đã sử dụng chủ nghĩa khủng bố để thu hút sự chú ý đến niềm tin ý thức hệ của họ, nhưng Phillip Deery phản bác rằng những kẻ nổi loạn Malaysia chỉ được gọi là những kẻ khủng bố cộng sản như một phần của chiến dịch tuyên truyền.
Vào những năm 1960, sự chia rẽ Trung-Xô (giữa hai quốc gia cộng sản) đã dẫn đến sự gia tăng đáng kể các hoạt động khủng bố trong khu vực. Thập kỷ đó cũng chứng kiến nhiều nhóm khủng bố bắt đầu hoạt động ở Châu Âu, Nhật Bản và Châu Mỹ. Yonah Alexander gọi những nhóm này là Fighting Communist Organizations (FCOs),  và cho biết chúng xuất phát từ phong trào liên hiệp sinh viên phản đối Chiến tranh Việt Nam. Ở Tây Âu, hành động của những nhóm này được gọi là Euroterrorism.  Những người sáng lập FCO lập luận rằng bạo lực là cần thiết để đạt được mục tiêu của họ, và rằng biểu tình hòa bình vừa không hiệu quả vừa không đủ để đạt được mục tiêu. Vào những năm 1970, ước tính có khoảng 50 nhóm Marxist hoặc Leninist hoạt động ở Thổ Nhĩ Kỳ và ước tính có 225 nhóm hoạt động ở Ý. Các nhóm cũng bắt đầu hoạt động ở Ireland và Vương quốc Anh. Những nhóm này được NATO và chính phủ Ý, Đức và Anh coi là mối đe dọa lớn. Khủng bố cộng sản không nhận được sự ủng hộ hoàn toàn từ tất cả các nhóm có cảm tình về mặt ý thức hệ. Ví dụ, Đảng Cộng sản Ý đã lên án hoạt động như vậy.

## Bối cảnh
Trong khi Vladimir Lenin lên án một cách có hệ thống chủ nghĩa khủng bố do những người Xã hội chủ nghĩa – cách mạng thực hiện, ông cũng ủng hộ chủ nghĩa khủng bố như một công cụ và coi bạo động cách mạng là một phương pháp chiến lược và hiệu quả để thúc đẩy các mục tiêu cách mạng. Theo Leon Trotsky, Lenin nhấn mạnh sự cần thiết tuyệt đối của chủ nghĩa khủng bố và ngay từ năm 1904, Lenin đã nói, "Chế độ chuyên chính của giai cấp vô sản là một biểu hiện hoàn toàn vô nghĩa nếu không có sự cưỡng bức của Jacobin." Năm 1905, Lenin chỉ đạo các thành viên của "Ủy ban Chiến đấu" St. Petersburg thực hiện các hành vi cướp bóc, đốt phá và các hành vi khủng bố khác.

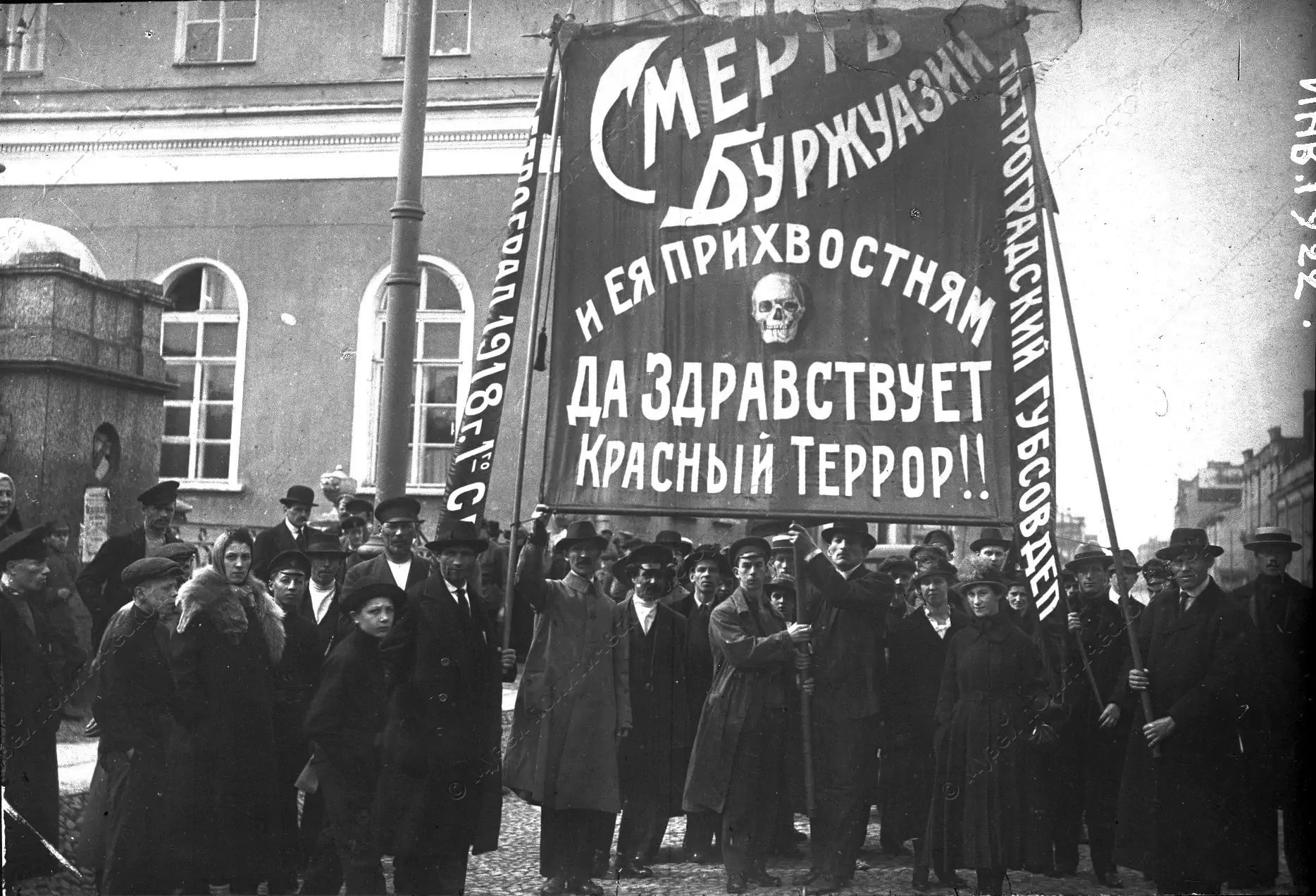
Biểu ngữ của đảng Bolshevik năm 1918: "Giết chết giai cấp tư sản và bè lũ tay sai của chúng – Khủng bố đỏ muôn năm!!"

Không phải tất cả các học giả đều đồng ý về lập trường của Lenin đối với chủ nghĩa khủng bố. Joan Witte cho rằng ông phản đối việc thực hành này ngoại trừ khi nó được Đảng và Hồng quân sử dụng sau năm 1917. Bà cũng cho rằng ông phản đối việc sử dụng chủ nghĩa khủng bố như một hành động vô nghĩa nhưng tán thành việc sử dụng nó để thúc đẩy cuộc cách mạng cộng sản. Chaliand và Blin cho rằng Lenin ủng hộ chủ nghĩa khủng bố hàng loạt nhưng phản đối các hành động khủng bố vô tổ chức, không có tổ chức hoặc nhỏ nhen. Theo Richard Drake, Lenin đã từ bỏ mọi sự miễn cưỡng sử dụng các chiến thuật khủng bố vào năm 1917, tin rằng mọi sự kháng cự đối với cuộc cách mạng cộng sản phải bị đáp trả bằng vũ lực tối đa. Drake cho rằng ý định khủng bố trong chương trình của Lenin là không thể nhầm lẫn, như Trotsky thừa nhận trong cuốn sách Terrorism and Communism: a Reply của ông, xuất bản năm 1918. Trong cuốn sách, Trotsky đã đưa ra một lời biện minh chi tiết cho việc sử dụng khủng bố, nêu rằng "Người nào từ chối chủ nghĩa khủng bố về nguyên tắc, tức là từ chối các biện pháp đàn áp và đe dọa đối với phản cách mạng kiên quyết và có vũ trang, phải từ chối mọi ý tưởng về quyền tối cao về chính trị của giai cấp công nhân và chế độ chuyên chính cách mạng của họ." Lời biện minh của Trotsky phần lớn dựa trên lời chỉ trích việc sử dụng thuật ngữ "khủng bố" để mô tả mọi hành vi bạo lực chính trị thay mặt cho phe cánh tả, nhưng không phải là bạo lực chính trị tàn bạo như vậy do các phe phái tự do hoặc phản động thực hiện. Các học giả về phe cánh tả lập luận rằng mặc dù có hồ sơ lịch sử cho thấy các phong trào cộng sản đôi khi sử dụng bạo lực, nhưng thuật ngữ "khủng bố" được sử dụng không cân xứng trong các nguồn phương tiện truyền thông phương Tây để chỉ mọi hành vi bạo lực chính trị do phe cánh tả sử dụng, trong khi các chiến thuật bạo lực tương tự do Mỹ và các đồng minh của họ sử dụng vẫn chưa được xem xét kỹ lưỡng.

## Xem Thêm
- Chủ nghĩa khủng bố cánh tả
- Khủng bố cách mạng
- Chủ nghĩa khủng bố dân tộc